# Cacatua
Cacatua is een geslacht van kaketoes, die voorkomen van de Filipijnen en Wallacea tot aan de Salomonseilanden en het zuiden naar Australië. Alle vogels in dit geslacht hebben een voornamelijk wit verenkleed (in sommige soorten roze of geel getinte). Anno 2018 worden twee soorten uit dit geslacht beschouwd als "ernstig bedreigde" vogelsoort, drie als "kwetsbaar" en één als "gevoelig" door een combinatie van verlies van leefgebied en (vaak illegale) vangst en vogelhandel. Het geslacht telt 13 soorten.

## Soorten
- Cacatua leadbeateri  –  Incakaketoe
- Cacatua alba  – Witte kaketoe
- Cacatua ducorpsii  – Ducorps' kaketoe
- Cacatua galerita  –  Grote geelkuifkaketoe
  - C. g. galerita
  - C. g. fitzroyi – Fitzroy geelkuifkaketoe
  - C. g. triton – Triton geelkuifkaketoe
  - C. g. eleonora – Eleonora kaketoe
- Cacatua goffiniana  – Goffins kaketoe
- Cacatua haematuropygia  – Filipijnse kaketoe
- Cacatua moluccensis  – Molukkenkaketoe
- Cacatua ophthalmica  – Blauwoogkaketoe
- Cacatua pastinator  – Westelijke langsnavelkaketoe
  - C. p. pastinator
  - C. p. derbyi – Butlers langsnavelkaketoe
- Cacatua sanguinea  – Naaktoogkaketoe
  - C. s. sanguinea
  - C. s. gymnopsis – Sclaters naaktoogkaketoe
  - C. s. normantoni – Mathews naaktoogkaketoe
  - C. s. transfreta – Nieuw-Guinese naaktoogkaketoe
  - C. s. westralensis – Westelijke naaktoogkaketoe
- Cacatua sulphurea  – Kleine geelkuifkaketoe
  - C. s. sulphurea
  - C. s. abbotti – Abbotts middelste geelkuifkaketoe
  - C. s. parvula – Timor geelkuifkaketoe
- Cacatua citrinocristata – Oranjekuifkaketoe
- Cacatua tenuirostris  – Oostelijke langsnavelkaketoe
  - C. t. tenuirostris
  - C. t. mcallani – McAllans langsnavelkaketoe  In 1992 beschreven ondersoort, niet op IOC World Bird List.